# 鲚
鲚为鳀科鲚属的鱼类，俗名鲚鱼、长颌鲚、刀鱼。分布于朝鲜和日本以及东海、黄海和勃海、以及通海江河如闽江－海间各江河的中下游等海域，一般到近海索饵洄游，在长江流域亲鱼2 月中旬由海入江繁殖以及到长江中下游干支流及附属湖泊中产卵。该物种的模式产地在上海。